# Music from Another Dimension!
Music from Another Dimension! ist das 15. Studioalbum der US-amerikanischen Hard-Rock-Band Aerosmith. Es ist das erste Studioalbum seit dem Mundharmonika-dominierten Honkin’ on Bobo 2004.

## Entstehung
Das Album wurde vom 5. Juli 2011 bis zum April 2012 in verschiedenen amerikanischen Studios aufgenommen. Die meisten Songs wurden von der Band selbst geschrieben, es waren aber auch bekannte Songschreiber wie Diane Warren, Desmond Child oder Jim Vallance beteiligt. Das Album entstand in unterschiedlichen Phasen, der erste Anlauf fand 2006 statt, dann folgte eine längere Phase nach der Welttournee 2007, die bis 2009 dauerte. 2009 hätte Sänger Steven Tyler beinahe die Band verlassen, die Anfang 2010 schon nach einem Nachfolger suchte. Die Differenzen wurden jedoch im Februar 2010 beigelegt. Nach einer erneuten Tour im Herbst 2010 ging die Band dann im Sommer 2011 ins Studio.

## Rezeption
In den Vereinigten Staaten erreichte das Album Platz fünf der Billboard 200, in Deutschland erreichte das Album Platz sieben der Charts. Insgesamt erhielt das Album eher gemischte Kritiken. Bei Metacritic erzielte das Album 54 von 100 Punkten, basierend auf 22 englischsprachigen Kritiken. Stephen Thomas Erlewine von Allmusic schrieb, dieser „big-budget blockbuster telegraphs that Aerosmith is indeed broadcasting from another dimension, a dimension where splashy kitchen-sink albums from rock bands could sell millions of copies on sheer momentum alone.“ („...dieser Blockbuster mit großem Budget telegraphiert, dass Aerosmith wirklich aus einer anderen Dimension sendet, einer Dimension, wo plätschernde Küchenspülen-Alben von Rockbands allein mit Wucht Millionen Kopien verkaufen können.“) Er vergab drei von fünf Sternen.

## Titelliste
1. LUV XXX (Steven Tyler, Joe Perry) – 5:17
2. Oh Yeah (Perry)  – 3:41
3. Beautiful (Tyler, Marti Frederiksen, Brad Whitford, Joey Kramer, Tom Hamilton) – 3:05
4. Tell Me (Hamilton, Tyler) – 3:45
5. Out Go the Lights (Tyler, Perry) – 6:55
6. Legendary Child (Tyler, Perry, Jim Vallance)  – 4:15
7. What Could Have Been Love (Russ Irwin, Tyler, Frederiksen) – 3:44
8. Street Jesus (Whitford, Tyler) – 6:43
9. Can’t Stop Lovin’ You (Duett mit Carrie Underwood) (Whitford, Frederiksen, Tyler, Hamilton, Kramer) – 4:04
10. Lover Alot (Tyler, Whitford, Hamilton, Kramer, Jesse Kramer, Frederiksen) – 3:35
11. We All Fall Down (Diane Warren) – 5:14
12. Freedom Fighter (Perry) – 3:19
13. Closer (Tyler, Frederiksen, Kramer) – 4:04
14. Something (Perry) – 4:37
15. Another Last Goodbye (Tyler, Perry, Desmond Child) – 5:47